# 谷口正和
谷口 正和（たにぐち まさかず、1942年7月29日 - 2022年11月30日）は、京都府出身のマーケティング・コンサルタント。株式会社ジャパンライフデザインシステムズ代表取締役社長、立命館大学大学院経営管理研究科教授(2003年4月〜2013年3月)、東京都市大学都市生活学部客員教授(2009年4月〜2013年3月)

## 人物・来歴
京都学芸大学（現：京都教育大学）付属小・中学校、京都府立鴨沂高等学校、武蔵野美術大学造形学部産業デザイン学科を卒業。1981年 株式会社ジャパンライフデザインシステムズ 設立。1986年 マーケット情報分析誌「Fax Press（現IMAGINAS）」創刊。1994年 超・地域限定マガジン「ウォーキング」創刊。2002年 商業、観光、産業の経営を学ぶ「文化経済研究会」主宰。日本小売業協会・生活者委員会コーディネーター、日本デザインコンサルタント協会・副代表理事、日本Web協会・顧問、京都観光文化事業創造塾・座長、立命館大学大学院経営管理研究科、東京都市大学都市生活学部の非常勤講師を務める。父はフランス文学の翻訳家、編集者の曽根元吉

## 著書
- マーチャンダイジング発想法―提案力の時代に向けて（1981年、日本コンサルタント・グループ）
- サバイバルマーケティング　売る。売らない。（1982年、ビジネス社）
- 新しい生活提案のためのコンセプト100（1983年、日本コンサルタント・グループ）
- 第3の感性（1986年、プレジデント社）
- 一週間の波（1986年、日本コンサルタント・グループ）
- 旅立てジャック（1986年、プレジデント社）
- ミラー・ソサエティ（1986年、PHP研究所）
- 地球人―トレンドコンセプト（1986年、講談社）
- 24時革命（1987年、日本コンサルタント・グループ）
- 眼力（1987年、ビジネス社）
- 大観光産業時代（1988年、日本コンサルタント・グループ）
- セントラルコンセプト 生命力 （1988年、ビジネス社）
- ザ・貴族（1988年、日本能率協会）
- メディアショップ（1988年、プレジデント社）
- 時の料理人（1989年、ダイヤモンド社）
- 雑オーライ! （1989年、プラネット出版）
- 道楽ハ地球ヲ目指ス（1989年、ダイヤモンド社）
- 個人的な理由(ビジネス・コンセプト)―個人的な“きづき”が90年代のマーケットを再編する（1990年、プレジデント社）
- 地球都市（1990年、ビジネス社）
- コンセプト市場（1990年、かんき出版）
- 美の戦略（1990年、にっかん書房）
- 21世紀への階段―大精神市場がやって来る コンセプト120（1990年、世界文化社）
- 10代スキキライ白書―ニューティーンを通して未来市場を見る（1990年、ベストセラーズ）
- 見えざる手（1991年、プレジデント社）
- お客様第一主義―着眼と戦略（1991年、プレジデント社）
- 顧客満足的中率―谷口正和マーケット塾 刺激発想法を学ぶ（1991年、かんき出版）
- お客様創造主義―着眼と戦略（1992年、プレジデント社）
- 時代は「内に向く」―谷口正和の分析（1992年、講談社）
- 京都の発想―21世紀を拓く1,200年の知恵（1992年、徳間書店）
- 直観の原則―谷口正和のアナライズ・ゼミナール（1993年、阪急コミュニケーションズ）
- ポリシーとスタイル（1993年、ビジネス社）
- 発想の画帖―コンセプト・イラストレイテッド（1993年、プレジデント社）
- 繭族アリス（1994年、扶桑社）
- 顧客速度（1994年、日本コンサルタント・グループ）
- ホームクリエーションの時代―休日のデザイン学 （1994年、プレジデント社）
- 個客ジャーナリズム（1995年、ダイヤモンド社）
- 「超」の方程式―'90年代後半を解く（1995年、かんき出版）
- パラダイムの予言―21世紀はもう始まっている（1996年、産業能率大学出版部）
- 新しい物差し―これからの企業、これからの社会（1997年、産業能率大学出版部）
- 「楽習の市場」（1997年、日本コンサルタント・グループ）
- 感動商品ヒット117―"売れる秘密"はお金じゃ買えない!（1997年、同朋舎）
- 遊び」力をつける（1998年、日本経済新聞社）
- CSミサワホームの挑戦（1998年、ダイヤモンド社）
- カスタマーソリューション―顧客成功のベンチマーキング（1998年、産業能率大学出版部）
- 企業経営とデザイン（1999年、ダイヤモンド社）
- デジタル感性―21世紀の感性、21世紀の社会（1999年、産業能率大学出版部）
- ライフスタイル市場（1999年、繊研新聞社）
- ディープインパクション（1999年、太陽企画出版）
- ベンチャーコンセプト（1999年、日本コンサルタント・グループ）
- ライフソリューション―顧客の101のスライス・オブ・ライフを読み解く（2000年、繊研新聞社）
- 21世紀コンセプト 小さな人生。（2001年、東洋経済新報社）
- 「最小単位」の市場戦略―最新500のビジネス成功モデル（2001年、かんき出版）
- プレゼンの成功法則（2002年、東洋経済新報社）
- コンセプトは「安心」―急拡大する自己防衛市場。（2002年、東洋経済新報社）
- 五〇歳からの自己投資（2003年、東洋経済新報社）
- 買いたい気分にさせる50の作戦（2003年、かんき出版）
- 2010年革命 ~団塊の世代が会社から消える日（2004年、講談社）
- アートスタイル市場（2004年、繊研新聞社）
- オンリーワンのつくり方（2005年、講談社）
- 日本へ回帰する時代―「日本文化回帰現象」「心理の原点回帰現象」を読む（2007年、繊研新聞社）
- 時間単位の市場戦略（2007年、講談社）
- 世界目線構想力（2008年、ライフデザインブックス）
- ライフスタイルコンセプト―市場の次なる価値目線（2008年、繊研新聞社）
- ブルーバードマネジメント（2009年、ライフデザインブックス）
- 京の着眼力／京都ブランド研究会DIK 編集（2009年、ライフデザインブックス）
- アート&シティ（2009年、ライフデザインブックス）
- 顧客革命 3人の旅人たち（2010年、ライフデザインブックス）
- 全員がクリエイターになる日―感性市場戦略（2010年、繊研新聞社）
- ビジットデザイニング（2011年、ライフデザインブックス）
- つむぎだす未来 未来分析の25年（2011年、ライフデザインブックス）
- 自立へのシナリオ~自己解決の項目を産業化せよ~（2011年、ライフデザインブックス）
- 渋谷の構想力-コンパクトシティの育て方 （2012年、ライフデザインブックス）
- 創造する経営（2012年、ライフデザインブックス）
- 群生する個性（2013年、ライフデザインブックス）
- 七つの泡（2013年、ライフデザインブックス）
- 幸福の風景（2014年、ライフデザインブックス）
- 2020新しき革命（2015年、ライフデザインブックス）
- 動態視力（2015年、ライフデザインブックス）
- 文化と芸術の経済学（2016年、ライフデザインブックス）
- 旅化する社会（2016年、ライフデザインブックス）
- 100年の旅人（2017年、ライフデザインブックス）
- 溶解する社会 Free Style Shift （2018年、ライフデザインブックス）
- 何が資産か。 What 's resource.  （2020年、ライフデザインブックス）